# Peter Karlsson (piłkarz)
Peter Karlsson, właśc. Anders Åke Peter Karlsson (ur. 4 sierpnia 1961 w Kisie) – szwedzki piłkarz występujący na pozycji napastnika.
Jako zawodnik Kalmar FF w sezonie 1985 został królem strzelców Allsvenskan (10 goli), współdzieląc koronę z Sörenem Börjessonem oraz innym piłkarzem Kalmaru, Billym Lansdowne’em.